# AFC Ajax in het seizoen 2015/16 (vrouwen)
Het seizoen 2015/2016 was het 9e jaar in het bestaan van de Amsterdamse vrouwenvoetbalclub AFC Ajax. De club kwam uit in de Eredivisie en eindigde op de tweede plaats. In het toernooi om de KNVB beker werd in de finale verloren van ADO Den Haag.

## Wedstrijdstatistieken

### Eredivisie
|       | ADO Den Haag | sc Heerenveen | PEC Zwolle | PSV   | SC Telstar | FC Twente |
| ----- | ------------ | ------------- | ---------- | ----- | ---------- | --------- |
| Thuis | 0 – 0        | 4 – 1         | 1 – 0      | 1 – 0 | 4 – 1      | 1 – 1     |
| Uit   | 1 – 2        | 0 – 4         | 0 – 1      | 1 – 3 | 0 – 5      | 3 – 2     |
|       |              |               |            |       |            |           |
|       | ADO Den Haag | sc Heerenveen | PEC Zwolle | PSV   | SC Telstar | FC Twente |
| Thuis | 1 – 0        | 1 – 0         | 3 – 0      | 1 – 0 | 5 – 0      | 1 – 1     |
| Uit   | 0 – 2        | 0 – 0         | 1 – 3      | 0 – 0 | 0 – 1      | 1 – 0     |

### KNVB beker
| Achtste finale                        | Jong FC Twente                                                                                             | 0 – 1 (0 – 1)                   | Ajax                                                                 |  |
| Plaats: Hengelo Sportpark Slangenbeek | |                                 | 45' Desiree van Lunteren                                             |  |
| Kwartfinale                           | FC Twente                                                                                                  | 1 – 1 (0 – 0, 1 – 1) 3 – 4 n.s. | Ajax                                                                 |  |
| Plaats: Hengelo Sportpark Slangenbeek | 88' Tashira Renfurm Maud Roetgering Ellen Jansen Danique Kerkdijk Lenie Onzia Maayke Heuver                | Strafschoppen:                  | 54' Marlous Pieëte Onbekend Chantal de Ridder Onbekend Tessel Middag |  |
| Halve finale                          | Ajax | 5 – 1 (1 – 0)                   | PSV                                                                  |  |
| Plaats: Den Haag Kyocera Stadion      | 37' Tessel Middag 55' Marjolijn van den Bighelaar 65' Eshly Bakker 85' Mandy Versteegt 90+1' Tessel Middag |                                 | 80' Sisca Folkertsma                                                 |  |
| Finale                                | AFC Ajax                                                                                                   | 0 – 1 (0 – 1)                   | ADO Den Haag                                                         |  |
| Plaats: Den Haag Kyocera Stadion      | |                                 | 42' Lineth Beerensteyn                                               |  |

## Statistieken AFC Ajax 2015/2016

### Eindstand AFC Ajax Vrouwen in de Eredivisie 2015 / 2016
| Stand | Gespeeld | Gewonnen | Gelijk | Verloren | Punten | Doelpunten voor | Doelpunten tegen | Gele kaarten | Rode kaarten |
| ----- | -------- | -------- | ------ | -------- | ------ | --------------- | ---------------- | ------------ | ------------ |
| 2e    | 24       | 17       | 5      | 2        | 56     | 46              | 11               | 17           | 0            |

### Topscorers
| #      | Naam                 | Goal |
| ------ | -------------------- | ---- |
| 1.     | Eshly Bakker         | 8    |
| 2.     | Tessel Middag        | 5    |
| 2.     | Desiree van Lunteren | 5    |
| 2.     | Chantal de Ridder    | 5    |
| 2.     | Mandy Versteegt      | 5    |
| 2.     | Kelly Zeeman         | 5    |
| 3.     | Inessa Kaagman       | 4    |
| 3.     | Marlous Pieëte       | 4    |
| 4.     | Merel van Dongen     | 3    |
| Totaal | Totaal               | 46   |

| #      | Naam                        | Goal |
| ------ | --------------------------- | ---- |
| 1.     | Tessel Middag               | 2    |
| 2.     | Eshly Bakker                | 1    |
| 2.     | Marjolijn van den Bighelaar | 1    |
| 2.     | Desiree van Lunteren        | 1    |
| 2.     | Marlous Pieëte              | 1    |
| 2.     | Mandy Versteegt             | 1    |
| Totaal | Totaal                      | 7    |

### Kaarten
| #      | Naam                 |    |
| ------ | -------------------- | -- |
| 1.     | Petra Hogewoning     | 5  |
| 2.     | Merel van Dongen     | 4  |
| 3.     | Eshly Bakker         | 2  |
| 3.     | Desiree van Lunteren | 2  |
| 4.     | Inessa Kaagman       | 1  |
| 4.     | Vita van der Linden  | 1  |
| 4.     | Liza van der Most    | 1  |
| 4.     | Loïs Oudemast        | 1  |
| Totaal | Totaal               | 17 |

| #      | Naam        |   |
| ------ | ----------- | - |
| –      | Geen speler | 0 |
| Totaal | Totaal      | 0 |

| #      | Naam        |   |
| ------ | ----------- | - |
| –      | Geen speler | 0 |
| Totaal | Totaal      | 0 |

## Voetnoten
ADO Den Haag · 
Ajax · 
sc Heerenveen · 
PEC Zwolle · 
PSV · 
SC Telstar VVNH · 
FC Twente